# CockroachDB
CockroachDB ist ein kommerzielles verteiltes SQL-Datenbankmanagementsystem, entwickelt von Cockroach Labs.

## Geschichte

Gründer von Cockroach Labs
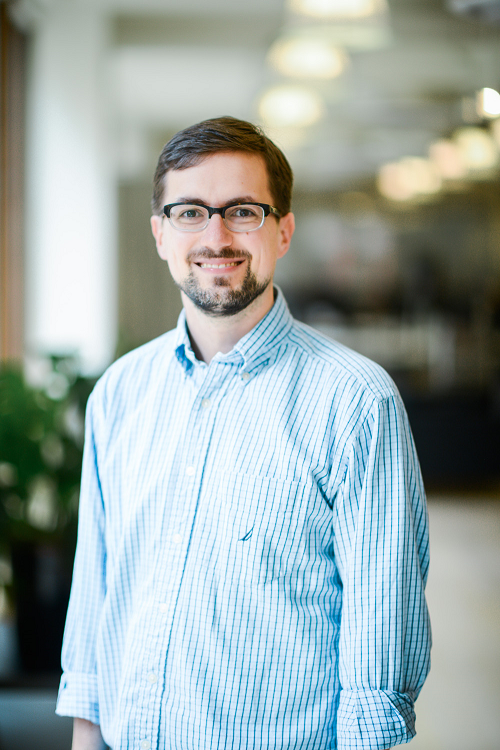
Ben Darnell
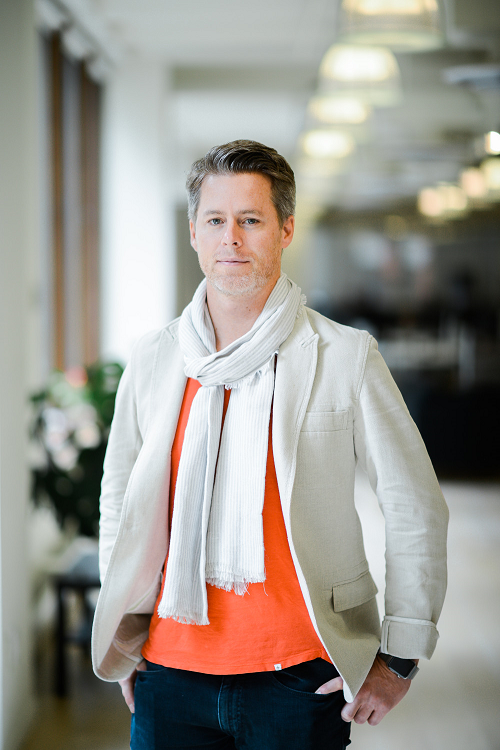
Spencer Kimball
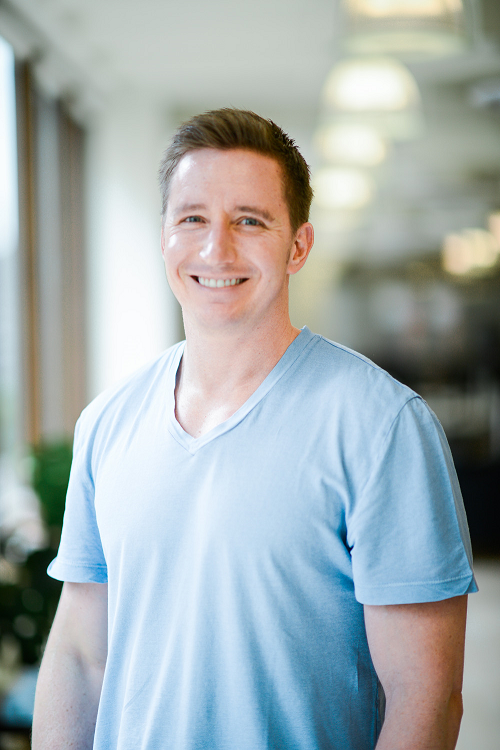
Peter Mattis

Cockroach Labs wurde 2015 von den Ex-Google-Mitarbeitern Spencer Kimball, Peter Mattis und Ben Darnell gegründet. Die Gründer von Cockroach Labs, Kimball und Mattis, waren wichtige Mitglieder des Google File System-Teams, während Darnell ein wichtiges Mitglied des Google Reader-Teams war. Während ihrer Zeit bei Google hatten alle drei zuvor das Google-eigene DBMS Bigtable und dessen Nachfolger Spanner verwendet.
Nachdem sie Google verlassen hatten, wollten sie etwas Ähnliches selbst entwerfen und bauen. Spencer Kimball schrieb die erste Iteration des Entwurfs im Januar 2014 und begann das Open-Source-Projekt auf GitHub im Februar 2014, was den Zugriff und Beiträge von außen ermöglichte.
Die Entwicklung auf GitHub zog beträchtliche Beiträge an, was dem Projekt die Auszeichnung „Open Source Rookie of the Year“ von Black Duck Software einbrachte.
Die Mitbegründer unterstützten das Projekt aktiv mit Konferenzen, Networking, Meet-ups und Finanzierungsrunden.
Im Juni 2019 kündigte Cockroach Labs an, dass CockroachDB seine Lizenz von der freien Softwarelizenz Apache License 2.0 auf eine eigene proprietäre Lizenz, die sogenannte Business Source License (BSL), ändern würde, die es verbietet, „eine kommerzielle Version von CockroachDB als Dienstleistung anzubieten, ohne eine Lizenz zu erwerben“, während sie für die Nutzung durch die Community frei bleibt.

## Beschreibung
CockroachDB speichert Kopien von Daten an mehreren Orten, um einen schnellen Zugriff zu ermöglichen.
Es wird als skalierbarer, konsistent-replizierter, transaktionaler Datenspeicher beschrieben.
CockroachDB ist für den Betrieb in der Cloud konzipiert und hat eine hohe Fehlertoleranz. Laut populären Presseberichten wird es als „fast unmöglich“ beschrieben, es durch Serververlust vom Netz zu nehmen. Selbst wenn mehrere Server oder ein ganzes Rechenzentrum offline gehen würden, würde CockroachDB nicht aufhören zu arbeiten.